# Алтинівка
Алти́нівка — село в Україні, у Кролевецькій міській громаді Конотопського району Сумської області. Населення становить 1770 осіб. До 2020 орган місцевого самоврядування — Алтинівська сільська рада.

## Географія
Село розташоване за 18 км від районного центру м. Кролевець. На відстані 4 км розташовані села Спаське та Терехове. Поруч проходять автомобільна дорога М02 E101 і залізниця, станція Алтинівка. Обидві сполученням Київ — Москва.
У селі бере початок річка Степурівка.

## Назва
Назва села походить тюркського слова алтин — золотий, золото. За іншою версією назва від монети «Алтин» — таку ціну брали за те, щоб перевезти через річку, що проходила через село.

## Символіка
На гербі зображена золота монета Алтин, що веде до назви села і робить герб промовистим. На монеті відкарбований рік заснування села. Колоски по боках свідчать про аграрну специфікацію села. Хрест символізує старовинну церкву в селі. Схрещені шаблі означають схрещенні в селі автомобільну трасу і залізницю, обидві сполученням Київ — Москва. Червоний колір - приналежність до Кролевецької громади.

## Історія
Село відоме з першої половини XVII ст. Згідно опису Новгородсіверського намісництва (1779-1781) село лежить на рівному місці на Київській дорозі, в селі є дерев'яна церква.
З 1923 року село  стало адміністративним центром Алтинівського району Конотопської округи, Чернігівської губернії, 989 дворів, 5210 мешканців. 
Село постраждало внаслідок геноциду українського народу, проведеного урядом СССР 1932—1933 та 1946—1947.
12 червня 2020 року, відповідно до розпорядження Кабінету Міністрів України № 723-р «Про визначення адміністративних центрів та затвердження територій територіальних громад Сумської області», село увійшло до складу Кролевецької міської громади.
19 липня 2020 року, в результаті адміністративно-територіальної реформи та ліквідації Кролевецького району, увійшло до складу новоутвореного Конотопського району.

## Населення

### Мова
Розподіл населення за рідною мовою за даними перепису 2001 року:
| Мова       | Кількість | Відсоток |
| ---------- | --------- | -------- |
| українська | 1729      | 97.68%   |
| російська  | 40        | 2.26%    |
| румунська  | 1         | 0.06%    |
| Усього     | 1770      | 100%     |

## Пам'ятки

### Архітектури

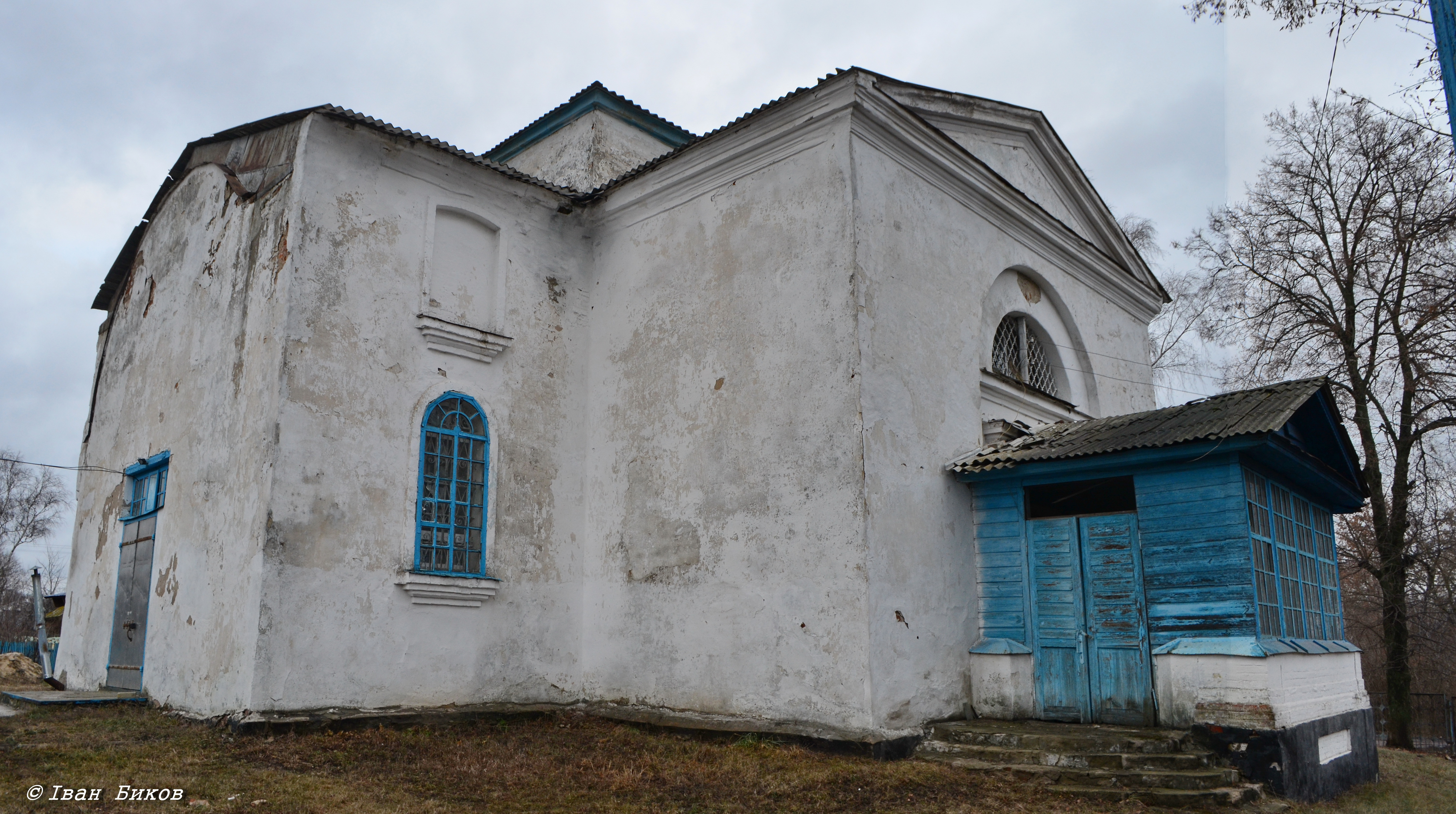
Церква Покрови Богородиці

В старовинному громадському центрі села (на історичному майдані) розташована пам'ятка  — Комплекс церкви Покрови Богородиці і церковно-парафіальна школа. Кам'яна церква була закладена в 1829 р. на місці стародавнього цвинтаря, де з 1691 р. стояла дерев'яна церква св. Кузьми і Дем'яна. Кошти на будівництво надали місцевий козак Лук'ян Федченко, поміщик Михайло Бутович і священик Христофор Вербицький. Будівництво завершилося орієнтовно 1834 р. В радянські часи більшовики зруйнували дзвіницю і пошкодили купол.

### Археології
На південь від села знаходиться майдан "Алтин".

## Економіка
- Pastourelle – українська гастро-мануфактура з виробництва сирів у білій благородній плісняві.[8]
- Алтинівський завод залізобетонних виробів

## Відомі люди
У поселенні народилися:
- Кондратьєв Сергій Петрович (1872—1964) — російський філолог.
- Карпека Володимир Васильович (1880—1941) — професор-правник і фінансист.
- Феодор (Маковецький) (1880—1925) — єпископ Російської православної церкви, єпископ Мосальський, вікарія Калузької єпархії.
- Іван Пилипович Білодід (1945-1995) - заслужений артист України. Писав вірші та пісні. Найбільш відома пісня "Алтинівські сади".[9]

## Культура
- Молодіжний вокально-хореографічний ансамбль «Співаночка»
- Молодіжний народний самодіяльний ансамбль танцю «Зодіак»

## Поезія
Пісня про Алтинівку
(неофіційний гімн села)
У небі твоїм прошуміли віки.
Ти довго чекала щасливої долі.
Не раз вирушали в похід козаки,
Щоб стати на захист держави і волі.
І нині сини розлітаються в світ.
І кожного хрестить, прощаючись, мати.
Яким би високим не був ваш політ-
Вертайтесь частіше до рідної хати!
Алтинівка - пісня моя калинова!
Тут мамине лагідне серце і батьків поріг,
Тут пахощі літа і стежка вербова.
Сюди я завжди повертаюсь з далеких доріг.
Хоч хмара холодна блакить обійма,
І ледь зігріває палаюча свічка,
Та сонце ще зійде й розтане пітьма.
Похмура доба не триватиме вічно.
Сади зацвітуть, забуяють поля
На радість усьому чесному народу.
Надію в руках понесе немовля:
Козацькому роду - нема переводу!
Алтинівка - пісня моя калинова!
Тут мамине лагідне серце і батьків поріг,
Тут пахощі літа і стежка вербова.
Сюди я завжди повертаюсь з далеких доріг.